# Beni Suef
Beni Suef (em árabe: بنى سويف; romaniz.: Banī Suwayf) é uma cidade do Egito, capital da província de Beni Suef. Possui 14 quilômetros quadrados e segundo censo de 2018, havia 246 395 habitantes.